# Helige ärkeängeln Gabriels kyrka, Guča
Helige ärkeängeln Gabriels kyrka (serbisk kyrilliska: Црква Светог архангела Гаврила; latinska: Crkva Svetog arhangela Gavrila) är en serbisk-ortodox kyrkobyggnad belägen i den lilla staden Guča, i distriktet Moravica, i västra Serbien.
Kyrkan är helgad åt ärkeängeln Gabriel och tillhör det serbisk-ortodoxa stiftet Žičas stift.

## Historik
Helige ärkeängeln Gabriels kyrka i Guča började byggas år 1828 och stod klar 1831.
Byggandet fick även stöd av Serbiens dåvarande regent, Miloš Obrenović I, via donationer.

## Kyrkan
Kyrkan är enskeppig.

## Bilder

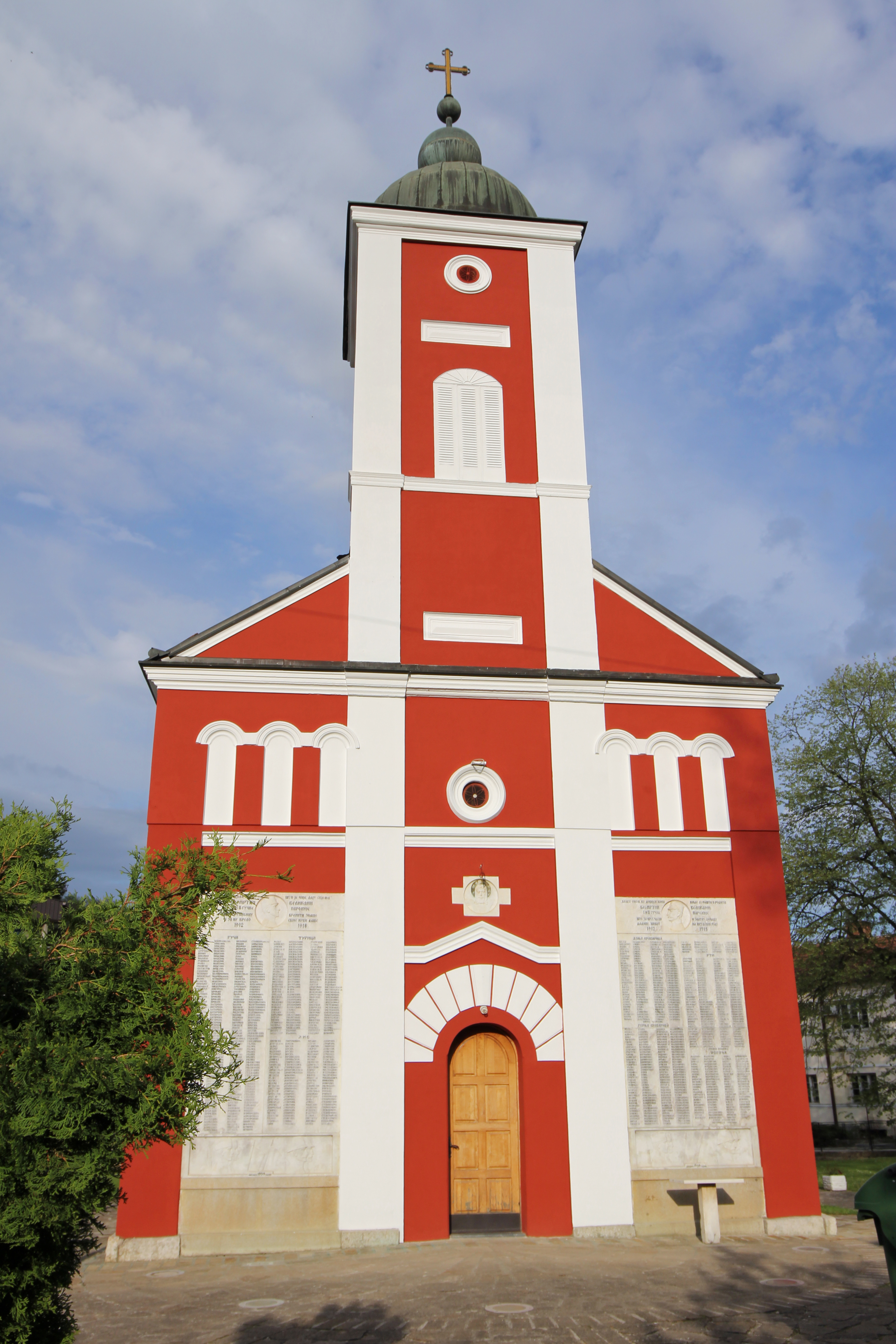
Entrén.
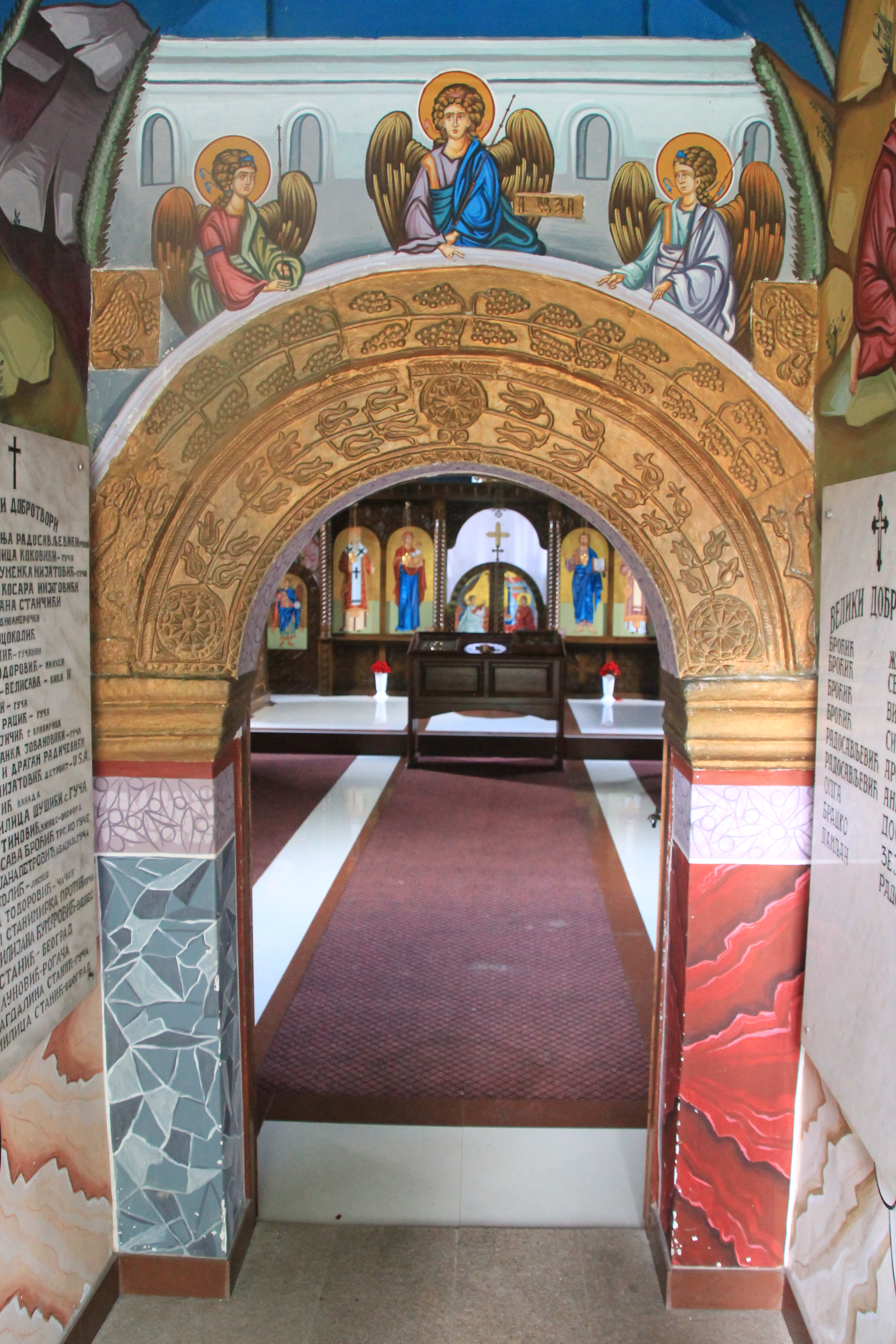
Ingången till kyrksalen.
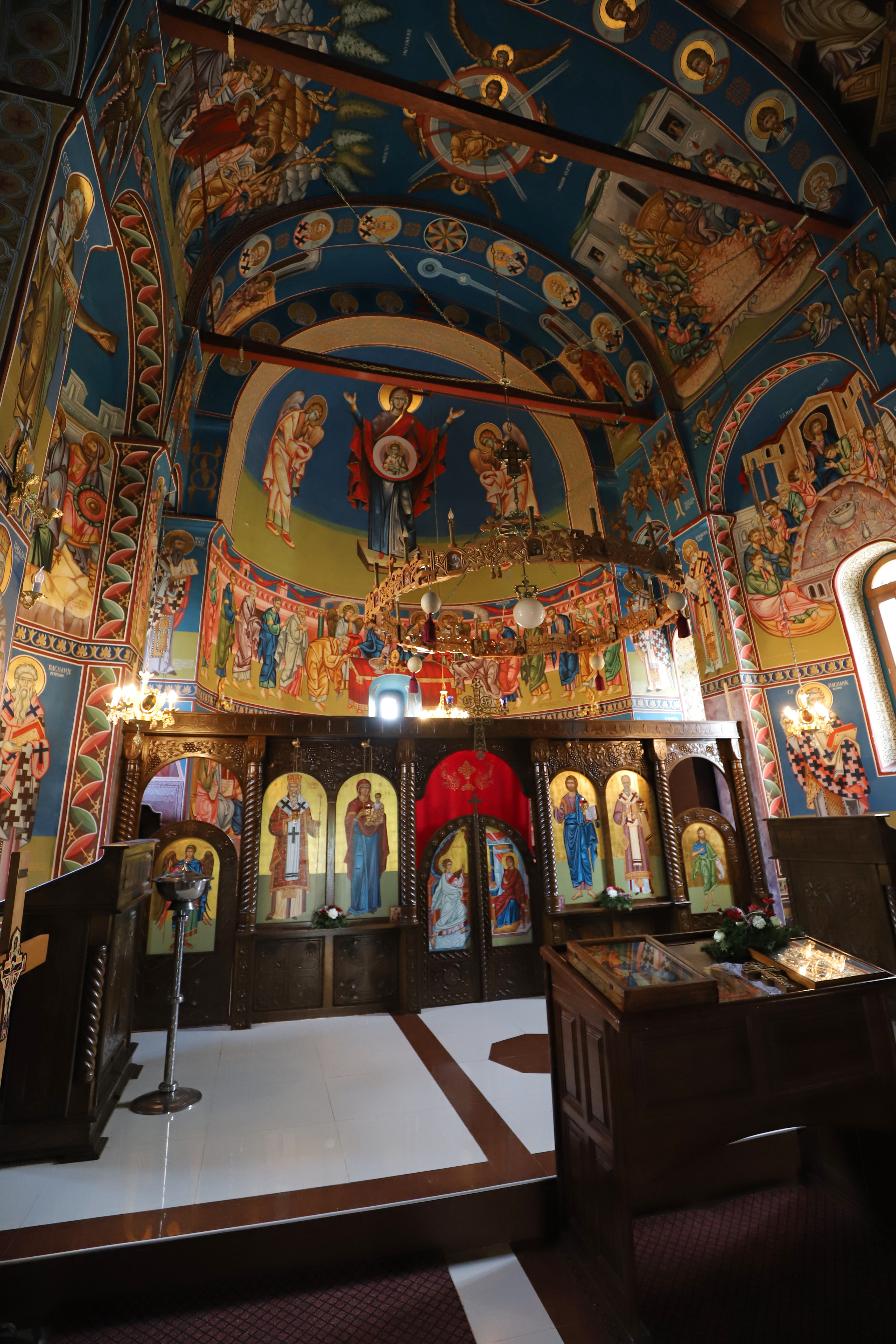
Kyrkans interiör mot ikonostasen.
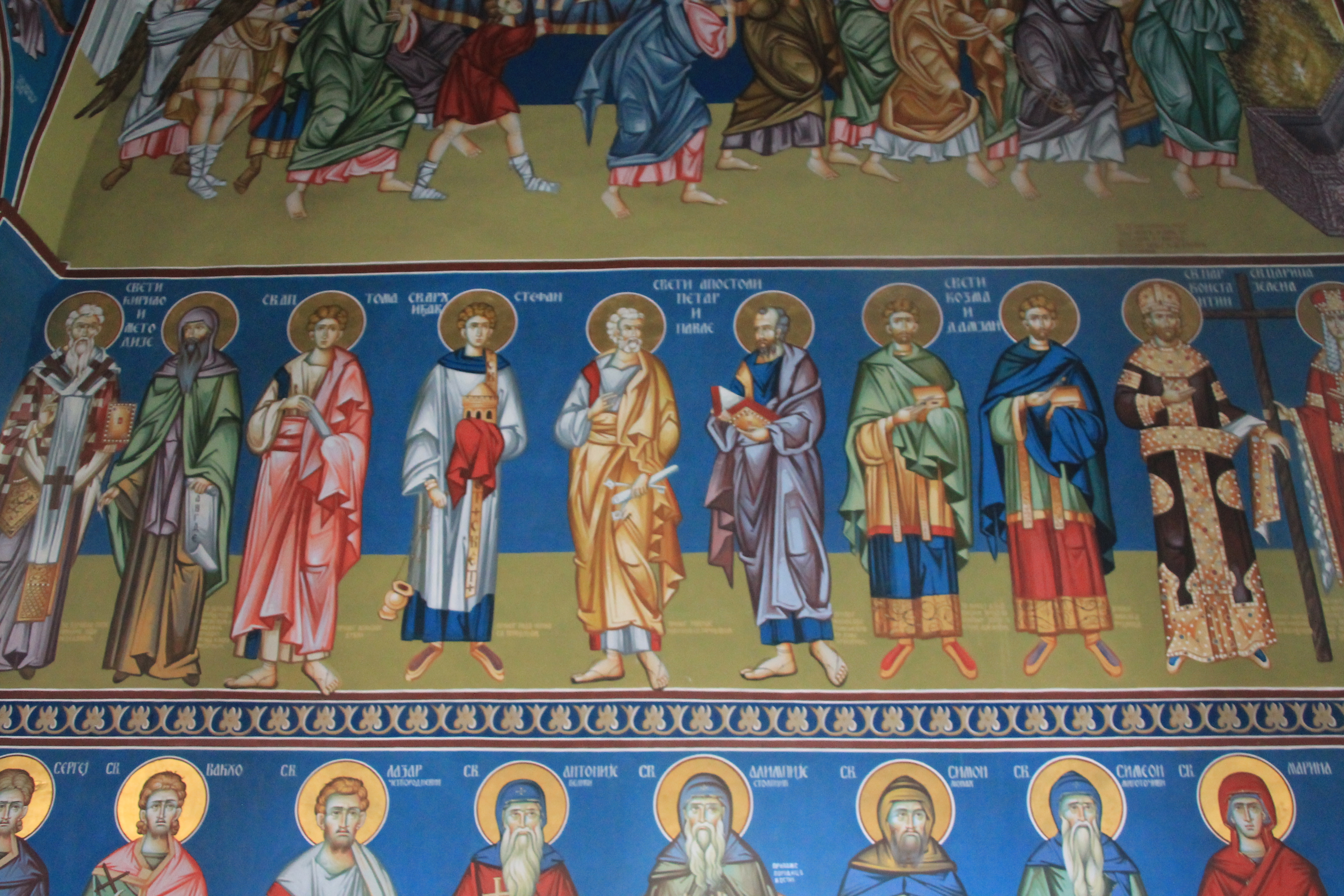
Fresker.
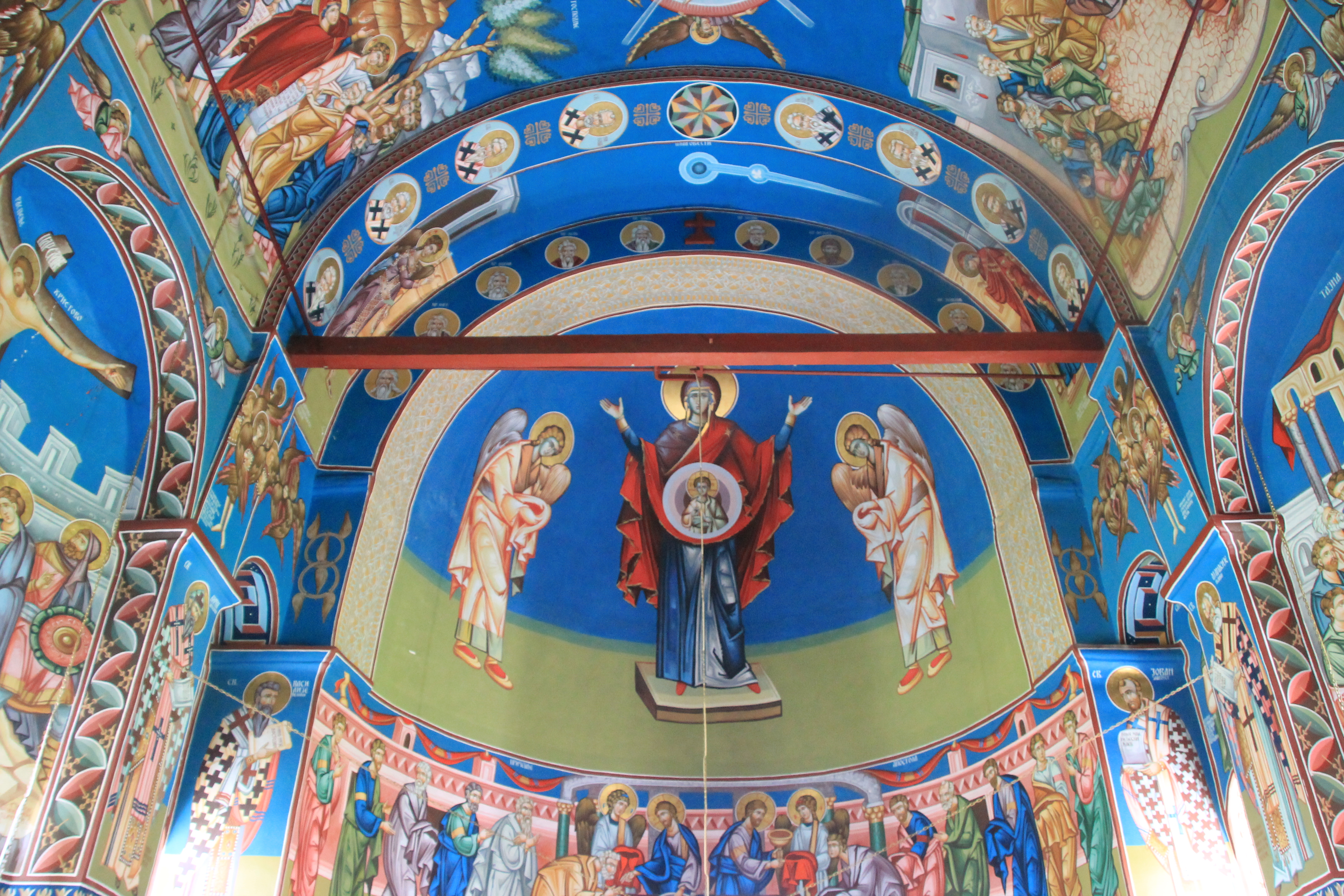
Fresker.
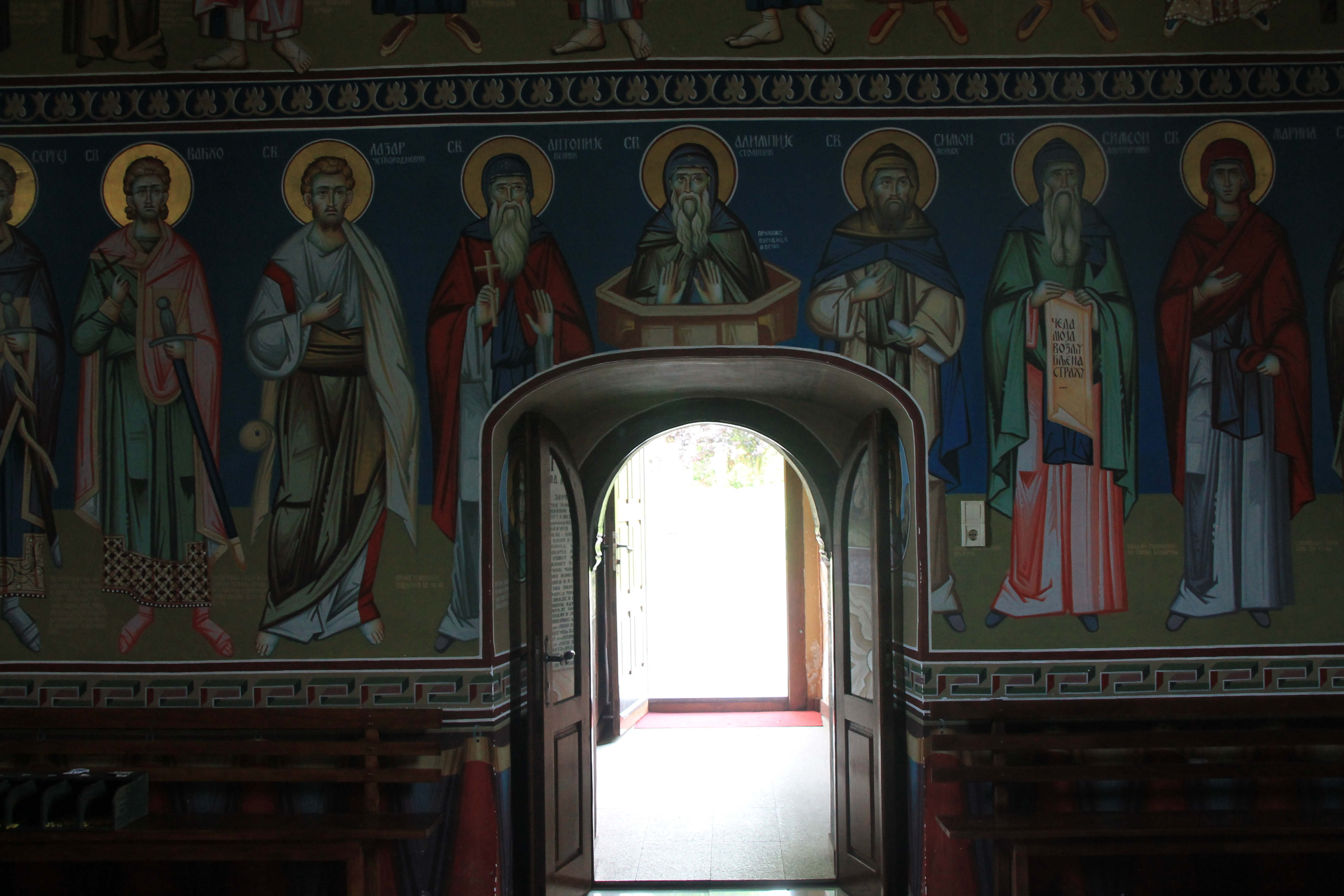
Interiören mot utgången.